# اندی پولستون
اندی پولستون (انگلیسی: Andy Polston؛ زادهٔ ۲۶ ژوئیهٔ ۱۹۷۰) بازیکن فوتبال اهل بریتانیا است.
از باشگاه‌هایی که در آن بازی کرده‌است می‌توان به باشگاه فوتبال کمبریج یونایتد و باشگاه فوتبال تاتنهام هاتسپر اشاره کرد.